# Svojetín
Svojetín (en allemand : Swojetin) est une commune du district de Rakovník, dans la région de Bohême-Centrale, en République tchèque. Sa population s'élevait à 350 habitants en 2020.

## Géographie
Svojetín se trouve à 13 km au nord-ouest de Rakovník, à 36 km à l'ouest de Kladno et à 60 km à l'ouest-nord-ouest de Prague.
La commune est limitée par Měcholupy au nord-ouest, par Janov au nord-est, par Milostín et Nesuchyně à l'est, par Kněževes au sud, par Hořesedly au sud-ouest et par Děkov à l'ouest.

## Histoire
La première mention écrite de la localité date de 1318.

## Administration
La commune se compose de deux quartiers :
- Svojetín
- Veclov

## Transports
Par la route, Svojetín se trouve à 16 km de Rakovník et à 66 km du centre de Prague.